# Чемпионская игра НФЛ 1938
| Чемпионская игра чемпионата НФЛ 1938 \| \| 1 \| 2 \| 3 \| 4 \| Финал \| \| ----------------- \| - \| -- \| - \| - \| ----- \| \| Грин-Бэй Пэкерс \| 0 \| 14 \| 3 \| 0 \| 17 \| \| Нью-Йорк Джайентс \| 9 \| 7 \| 7 \| 0 \| 23 \| 11 декабря 1938 года |           |    |   |   |       |
| судья | Бобби Кан |    |   |   |       |
| зрителей | 48120     |    |   |   |       |
| ←1937 Чемпионская игра чемпионата НФЛ 1939→ |           |    |   |   |       |
| | 1         | 2  | 3 | 4 | Финал |
| Грин-Бэй Пэкерс | 0         | 14 | 3 | 0 | 17    |
| Нью-Йорк Джайентс | 9         | 7  | 7 | 0 | 23    |

Чемпионская игра чемпионата НФЛ 1938 года — главный матч по американскому футболу, который был сыгран 11 декабря 1938 года. В матче играли «Нью-Йорк Джайентс» и «Грин-Бей Пэкерс». «Джайентс» победил со счетом 23-17.

## Судьи
- Рефери: Бобби Кан
- Ампайр: Том Тор
- Главный Лайнсмэн: Ларри Коновер
- Филд джадж: Мейер

В НФЛ было всего четыре судьи в 1938 году.

## Ход матча
GB-Грин-Бэй, NY-Нью-Йорк, ЭП-Экстрапоинт
■ Первая четверть:
- NY-14-ярдовый филд гол, Нью-Йорк повёл 3:0
- NY-6-ярдовый тачдаун(экстрапоинт мимо ворот), Нью-Йорк ведёт 9:0

■ Вторая четверть:
- GB-40-ярдовый тачдаун+ЭП, Нью-Йорк ведёт 9:7
- NY-Тачдаун+экстрапоинт, Нью-Йорк ведёт 16:7
- GB-1-ярдовый тачдаун+ЭП, Нью-Йорк ведёт 16:14

■ Третья четверть:
- GB-15-ярдовый филд гол, Грин-Бэй повёл 17:16
- NY-23-ярдовый тачдаун+ЭП, Нью-Йорк повёл 23:17

■ Четвёртая четверть:
- без результативных действий.